# Saint-Germain-des-Prés (Loiret)
Saint-Germain-des-Prés és un municipi francès, situat al departament del Loiret i a la regió de Centre – Vall del Loira. L'any 2007 tenia 1.871 habitants.

## Demografia

### Població
El 2007 la població de fet de Saint-Germain-des-Prés era de 1.871 persones. Hi havia 726 famílies, de les quals 156 eren unipersonals (92 homes vivint sols i 64 dones vivint soles), 273 parelles sense fills, 249 parelles amb fills i 48 famílies monoparentals amb fills.
La població ha evolucionat segons el següent gràfic:
Habitants censats

### Habitatges
El 2007 hi havia 888 habitatges, 747 eren l'habitatge principal de la família, 100 eren segones residències i 41 estaven desocupats. 866 eren cases i 17 eren apartaments. Dels 747 habitatges principals, 614 estaven ocupats pels seus propietaris, 123 estaven llogats i ocupats pels llogaters i 9 estaven cedits a títol gratuït; 1 tenia una cambra, 47 en tenien dues, 152 en tenien tres, 219 en tenien quatre i 328 en tenien cinc o més. 633 habitatges disposaven pel capbaix d'una plaça de pàrquing. A 326 habitatges hi havia un automòbil i a 379 n'hi havia dos o més.

### Piràmide de població
La piràmide de població per edats i sexe el 2009 era:
| Homes | Edats   | Dones |
| ----- | ------- | ----- |
| 0     | 95 o +  | 4     |
| 0     | 90 a 94 | 0     |
| 0     | 85 a 89 | 20    |
| 12    | 80 a 84 | 0     |
| 40    | 75 a 79 | 36    |
| 40    | 70 a 74 | 24    |
| 48    | 65 a 69 | 48    |
| 56    | 60 a 64 | 52    |
| 36    | 55 a 59 | 40    |
| 88    | 50 a 54 | 60    |
| 64    | 45 a 49 | 64    |
| 52    | 40 a 44 | 76    |
| 84    | 35 a 39 | 56    |
| 64    | 30 a 34 | 44    |
| 56    | 25 a 29 | 60    |
| 36    | 20 a 24 | 20    |
| 48    | 15 a 19 | 32    |
| 84    | 10 a 14 | 56    |
| 68    | 5 a 9   | 52    |
| 36    | 0 a 4   | 44    |

## Economia
El 2007 la població en edat de treballar era de 1.191 persones, 874 eren actives i 317 eren inactives. De les 874 persones actives 794 estaven ocupades (444 homes i 350 dones) i 79 estaven aturades (33 homes i 46 dones). De les 317 persones inactives 128 estaven jubilades, 99 estaven estudiant i 90 estaven classificades com a «altres inactius».

### Ingressos
El 2009 a Saint-Germain-des-Prés hi havia 747 unitats fiscals que integraven 1.860 persones, la mediana anual d'ingressos fiscals per persona era de 18.987 €.

### Activitats econòmiques
Dels 66 establiments que hi havia el 2007, 2 eren d'empreses extractives, 1 d'una empresa alimentària, 1 d'una empresa de fabricació de material elèctric, 7 d'empreses de fabricació d'altres productes industrials, 12 d'empreses de construcció, 17 d'empreses de comerç i reparació d'automòbils, 4 d'empreses de transport, 3 d'empreses d'hostatgeria i restauració, 1 d'una empresa d'informació i comunicació, 2 d'empreses financeres, 1 d'una empresa immobiliària, 11 d'empreses de serveis, 3 d'entitats de l'administració pública i 1 d'una empresa classificada com a «altres activitats de serveis».
Dels 14 establiments de servei als particulars que hi havia el 2009, 1 era una oficina de correu, 2 tallers de reparació d'automòbils i de material agrícola, 2 paletes, 3 fusteries, 5 lampisteries i 1 perruqueria.
Dels 4 establiments comercials que hi havia el 2009, 1 era una botiga de més de 120 m², 1 una botiga de menys de 120 m², 1 una sabateria i 1 una joieria.
L'any 2000 a Saint-Germain-des-Prés hi havia 19 explotacions agrícoles que ocupaven un total de 1.736 hectàrees.

## Equipaments sanitaris i escolars
L'únic equipament sanitari que hi havia el 2009 era una farmàcia.
El 2009 hi havia una escola elemental integrada dins d'un grup escolar amb les comunes properes formant una escola dispersa.

## Poblacions més properes
El següent diagrama mostra les poblacions més properes.